# Atletika na Letních olympijských hrách 1988
Atletika na Letních olympijských hrách v roce 1988, které se konaly v Soulu, zahrnovala 42 atletických disciplín, z toho 24 pro muže a 18 pro ženy. Celkem bylo uděleno 127 medailí (42 zlatých, 42 stříbrných, 43 bronzových).

## Přehled vítězů

### Muži
| Disciplína                | Zlato | Výkon     | Stříbro | Výkon     | Bronz | Výkon     |
| běh na 100 m              | Carl Lewis · Spojené státy americké (USA)                                                                                       | 9.92      | Linford Christie · Velká Británie (GBR)                                                                         | 9.97      | Calvin Smith · Spojené státy americké (USA)                                                                     | 9.99      |
| běh na 200 m              | Joe DeLoach · Spojené státy americké (USA)                                                                                      | 19.75     | Carl Lewis · Spojené státy americké (USA)                                                                       | 19.79     | Robson da Silva · Brazílie (BRA)                                                                                | 20.04     |
| běh na 400 m              | Steve Lewis · Spojené státy americké (USA)                                                                                      | 43.87     | Butch Reynolds · Spojené státy americké (USA)                                                                   | 43.93     | Danny Everett · Spojené státy americké (USA)                                                                    | 44.09     |
| běh na 800 m              | Paul Ereng · Keňa (KEN) | 1:43.45   | Joaquim Cruz · Brazílie (BRA)                                                                                   | 1:43.90   | Saïd Aouita · Maroko (MAR)                                                                                      | 1:44.06   |
| běh na 1500 m             | Peter Rono · Keňa (KEN) | 3:35.96   | Peter Elliott · Velká Británie (GBR)                                                                            | 3:36.15   | Jens-Peter Herold · Německá demokratická republika (GDR)                                                        | 3:36.21   |
| běh na 5000 metrů         | John Ngugi · Keňa (KEN) | 13:11.70  | Dieter Baumann · Západní Německo (FRG)                                                                          | 13:15.52  | Hansjörg Kunze · Německá demokratická republika (GDR)                                                           | 13:15.73  |
| běh na 10 000 metrů       | Brahim Boutayeb · Maroko (MAR)                                                                                                  | 27:21.44  | Salvatore Antibo · Itálie (ITA)                                                                                 | 27:23.55  | Kipkemboy Kimeli · Keňa (KEN)                                                                                   | 27:25.16  |
| 110 m překážek            | Roger Kingdom · Spojené státy americké (USA)                                                                                    | 12.98     | Colin Jackson · Velká Británie (GBR)                                                                            | 13.28     | Tonie Campbell · Spojené státy americké (USA)                                                                   | 13.38     |
| běh na 400 metrů překážek | André Phillips · Spojené státy americké (USA)                                                                                   | 47.19     | Amadou Dia Ba · Senegal (SEN)                                                                                   | 47.23     | Edwin Moses · Spojené státy americké (USA)                                                                      | 47.56     |
| Běh na 3000 m překážek    | Julius Kariuki · Keňa (KEN) | 8:05.51   | Peter Koech · Keňa (KEN)                                                                                        | 8:06.79   | Mark Rowland · Velká Británie (GBR)                                                                             | 8:07.96   |
| 4 × 100 m štafeta         | Sovětský svaz (URS) · Viktor Bryzgin · Vladimir Krylov · Vladimir Muravjov · Vitalij Savin                                      | 38.19     | Velká Británie (GBR) · Elliot Bunney · John Regis · Michael McFarlane · Linford Christie · Clarence Callender*  | 38.28     | Francie (FRA) · Bruno Marie-Rose · Daniel Sangouma · Gilles Quenehervé · Max Morinière                          | 38.40     |
| 4 × 400 m štafeta         | Spojené státy americké (USA) · Danny Everett · Steve Lewis · Kevin Robinzine · Butch Reynolds · Antonio McKay* · Andrew Valmon* | 2:56.16   | Jamajka (JAM) · Howard Davis · Devon Morris · Winthrop Graham · Bert Cameron · Trevor Graham* · Howard Burnett* | 3:00.30   | Západní Německo (FRG) · Norbert Dobeleit · Edgar Itt · Jörg Vaihinger · Ralf Lübke · Mark Henrich* · Bodo Kuhn* | 3:00.56   |
| Maratonský běh            | Gelindo Bordin · Itálie (ITA)                                                                                                   | 2:10:32   | Douglas Wakiihuri · Keňa (KEN)                                                                                  | 2:10:47   | Hussein Ahmed Salah · Džibutsko (DJI)                                                                           | 2:10:59   |
| Chůze na 20 km (silnice)  | Jozef Pribilinec · Československo (TCH)                                                                                         | 1:19:57   | Ronald Weigel · Německá demokratická republika (GDR)                                                            | 1:20:00   | Maurizio Damilano · Itálie (ITA)                                                                                | 1:20:14   |
| Chůze na 50 km (silnice)  | Vjačeslav Ivaněnko · Sovětský svaz (URS)                                                                                        | 3:38:29   | Ronald Weigel · Německá demokratická republika (GDR)                                                            | 3:38:56   | Hartwig Gauder · Německá demokratická republika (GDR)                                                           | 3:39:45   |
| Skok do dálky             | Carl Lewis · Spojené státy americké (USA)                                                                                       | 8.72 m    | Mike Powell · Spojené státy americké (USA)                                                                      | 8.49 m    | Larry Myricks · Spojené státy americké (USA)                                                                    | 8.27 m    |
| Trojskok                  | Christo Markov · Bulharsko (BUL)                                                                                                | 17.61 m   | Igor Lapšin · Sovětský svaz (URS)                                                                               | 17.52 m   | Alexandr Kovalenko · Sovětský svaz (URS)                                                                        | 17.42 m   |
| Skok do výšky             | Gennadij Avdějenko · Sovětský svaz (URS)                                                                                        | 2.38 m    | Hollis Conway · Spojené státy americké (USA)                                                                    | 2.36 m    | Rudolf Povarnicyn · Sovětský svaz (URS) · Patrik Sjöberg · Švédsko (SWE)                                        | 2.36 m    |
| Skok o tyči               | Sergej Bubka · Sovětský svaz (URS)                                                                                              | 5.90 m    | Radion Gataullin · Sovětský svaz (URS)                                                                          | 5.85 m    | Grigorij Jegorov · Sovětský svaz (URS)                                                                          | 5.80 m    |
| Vrh koulí                 | Ulf Timmermann · Německá demokratická republika (GDR)                                                                           | 22.47 m   | Randy Barnes · Spojené státy americké (USA)                                                                     | 22.39 m   | Werner Günthör · Švýcarsko (SUI)                                                                                | 21.99 m   |
| Hod diskem                | Jürgen Schult · Německá demokratická republika (GDR)                                                                            | 68.82 m   | Romas Ubartas · Sovětský svaz (URS)                                                                             | 67.48 m   | Rolf Danneberg · Západní Německo (FRG)                                                                          | 67.38 m   |
| Hod kladivem              | Sergej Litvinov · Sovětský svaz (URS)                                                                                           | 84.80 m   | Jurij Sedych · Sovětský svaz (URS)                                                                              | 83.76 m   | Jüri Tamm · Sovětský svaz (URS)                                                                                 | 81.16 m   |
| Hod oštěpem               | Tapio Korjus · Finsko (FIN) | 84.28 m   | Jan Železný · Československo (TCH)                                                                              | 84.12 m   | Seppo Räty · Finsko (FIN)                                                                                       | 83.26 m   |
| Desetiboj                 | Christian Schenk · Německá demokratická republika (GDR)                                                                         | 8488 bodů | Torsten Voss · Německá demokratická republika (GDR)                                                             | 8399 bodů | Dave Steen · Kanada (CAN)                                                                                       | 8328 bodů |

- † = Ben Johnson v běhu na 100 metrů zvítězil v čase nového SR 9,79 s., byl ale po třech dnech diskvalifikován pro prokázané použití dopingu.

### Ženy
| Disciplína                | Zlato | Výkon     | Stříbro | Výkon     | Bronz | Výkon     |
| běh na 100 m              | Florence Griffith-Joynerová · Spojené státy americké (USA)                                                                        | 10.54     | Evelyn Ashfordová · Spojené státy americké (USA) | 10.83     | Heike Drechslerová · Německá demokratická republika (GDR)                                                                              | 10.85     |
| běh na 200 m              | Florence Griffith-Joynerová · Spojené státy americké (USA)                                                                        | 21.34     | Grace Jacksonová · Jamajka (JAM) | 21.72     | Heike Drechslerová · Německá demokratická republika (GDR)                                                                              | 21.95     |
| běh na 400 m              | Olga Bryzginová · Sovětský svaz (URS)                                                                                             | 48.65     | Petra Müllerová · Německá demokratická republika (GDR) | 49.45     | Olga Nazarovová · Sovětský svaz (URS)                                                                                                  | 49.90     |
| běh na 800 m              | Sigrun Wodarsová · Německá demokratická republika (GDR)                                                                           | 1:56.10   | Christine Wachtelová · Německá demokratická republika (GDR) | 1:56.64   | Kim Gallagherová · Spojené státy americké (USA)                                                                                        | 1:56.91   |
| běh na 1500 m             | Paula Ivanová · Rumunsko (ROU) | 3:53.96   | Laimutė Baikauskaitė · Sovětský svaz (URS) | 4:00.24   | Tetjana Samolenková · Sovětský svaz (URS)                                                                                              | 4:00.30   |
| Běh na 3000 m             | Tetjana Samolenková · Sovětský svaz (URS)                                                                                         | 8:26.53   | Paula Ivanová · Rumunsko (ROU) | 8:27.15   | Yvonne Murrayová · Velká Británie (GBR)                                                                                                | 8:29.02   |
| běh na 10 000 metrů       | Olga Bondarenková · Sovětský svaz (URS)                                                                                           | 31:05.21  | Liz McColganová · Velká Británie (GBR) | 31:08.44  | Jelena Župijevová · Sovětský svaz (URS)                                                                                                | 31:19.82  |
| 100 metrů překážek        | Jordanka Donkovová · Bulharsko (BUL)                                                                                              | 12.38     | Gloria Siebertová · Německá demokratická republika (GDR) | 12.61     | Claudia Zaczkiewiczová · Západní Německo (FRG)                                                                                         | 12.75     |
| běh na 400 metrů překážek | Debbie Flintoff-King · Austrálie (AUS)                                                                                            | 53.17     | Taťjana Ledovská · Sovětský svaz (URS) | 53.18     | Ellen Fiedlerová · Německá demokratická republika (GDR)                                                                                | 53.63     |
| 4 × 100 m štafeta         | Spojené státy americké (USA) · Alice Brownová · Sheila Echols · Florence Griffith-Joynerová · Evelyn Ashfordová · Dannette Young* | 41.98     | Německá demokratická republika (GDR) · Silke Möllerová · Kerstin Behrendtová · Ingrid Brestrichová-Langeová · Marlies Göhrová                                        | 42.09     | Sovětský svaz (URS) · Ljudmila Kondraťjevová · Galina Malčuginová · Marina Zhirova · Natalja Pomoščnikovová                            | 42.75     |
| 4 × 400 m štafeta         | Sovětský svaz (URS) · Taťjana Ledovská · Olga Nazarovová · Maria Piniginová · Olga Bryzginová · Ludmila Dzhigalova*               | 3:15.17   | Spojené státy americké (USA) · Denean Howard-Hill · Diane Dixonová · Valerie Briscoová-Hooksová · Florence Griffith-Joynerová · Sherri Howard* · Lillie Leatherwood* | 3:15.51   | Německá demokratická republika (GDR) · Dagmar Neubauerová · Kirsten Emmelmannová · Sabine Buschová · Petra Müllerová · Grit Breuerová* | 3:18.29   |
| Maratonský běh            | Rosa Motaová · Portugalsko (POR)                                                                                                  | 2:25:40   | Lisa Martinová-Ondiekiová · Austrálie (AUS) | 2:25:53   | Katrin Dörreová · Německá demokratická republika (GDR)                                                                                 | 2:26:21   |
| Skok do dálky             | Jackie Joynerová-Kerseeová · Spojené státy americké (USA)                                                                         | 7.40 m    | Heike Drechslerová · Německá demokratická republika (GDR) | 7.22 m    | Galina Čisťakovová · Sovětský svaz (URS)                                                                                               | 7.11 m    |
| Skok do výšky             | Louise Ritterová · Spojené státy americké (USA)                                                                                   | 2.03 m    | Stefka Kostadinovová · Bulharsko (BUL) | 2.01 m    | Tamara Bykovová · Sovětský svaz (URS)                                                                                                  | 1.99 m    |
| Vrh koulí                 | Natalja Lisovská · Sovětský svaz (URS)                                                                                            | 22.24 m   | Kathrin Neimkeová · Německá demokratická republika (GDR) | 21.07 m   | Li Mej-su · Čína (CHN) | 21.06 m   |
| Hod diskem                | Martina Hellmannová · Německá demokratická republika (GDR)                                                                        | 72.30 m   | Diana Ganskyová · Německá demokratická republika (GDR) | 71.88 m   | Cvetanka Christovová · Bulharsko (BUL)                                                                                                 | 69.74 m   |
| Hod oštěpem               | Petra Felkeová · Německá demokratická republika (GDR)                                                                             | 74.68 m   | Fatima Whitbreadová · Velká Británie (GBR) | 70.32 m   | Beate Kochová · Německá demokratická republika (GDR)                                                                                   | 67.30 m   |
| Sedmiboj                  | Jackie Joynerová-Kerseeová · Spojené státy americké (USA)                                                                         | 7291 bodů | Sabine Johnová · Německá demokratická republika (GDR) | 6897 bodů | Anke Veter-Behmer · Německá demokratická republika (GDR)                                                                               | 6858 bodů |

 * Sportovkyně, které běžely v rozbězích a následně také obdržely medaili.

## Medailové pořadí
| Umístění | Stát                                 | Zlato | Stříbro | Bronz | Celkem |
| -------- | ------------------------------------ | ----- | ------- | ----- | ------ |
| 1        | Spojené státy americké (USA)         | 13    | 7       | 6     | 26     |
| 2        | Sovětský svaz (URS)                  | 10    | 6       | 10    | 26     |
| 3        | Německá demokratická republika (GDR) | 6     | 11      | 10    | 27     |
| 4        | Keňa (KEN)                           | 4     | 2       | 1     | 7      |
| 5        | Bulharsko (BUL)                      | 2     | 1       | 1     | 4      |
| 6        | Itálie (ITA)                         | 1     | 1       | 1     | 3      |
| 7=       | Austrálie (AUS)                      | 1     | 1       | 0     | 2      |
| 7=       | Československo (TCH)                 | 1     | 1       | 0     | 2      |
| 7=       | Rumunsko (ROM)                       | 1     | 1       | 0     | 2      |
| 10=      | Finsko (FIN)                         | 1     | 0       | 1     | 2      |
| 10=      | Maroko (MAR)                         | 1     | 0       | 1     | 2      |
| 12       | Portugalsko (POR)                    | 1     | 0       | 0     | 1      |
| 13       | Velká Británie (GBR)                 | 0     | 6       | 2     | 8      |
| 14       | Jamajka (JAM)                        | 0     | 2       | 0     | 2      |
| 15       | Západní Německo (FRG)                | 0     | 1       | 3     | 4      |
| 16       | Brazílie (BRA)                       | 0     | 1       | 1     | 2      |
| 17       | Senegal (SEN)                        | 0     | 1       | 0     | 1      |
| 18=      | Kanada (CAN)                         | 0     | 0       | 1     | 1      |
| 18=      | Čína (CHN)                           | 0     | 0       | 1     | 1      |
| 18=      | Džibutsko (DJI)                      | 0     | 0       | 1     | 1      |
| 18=      | Francie (FRA)                        | 0     | 0       | 1     | 1      |
| 18=      | Švédsko (SWE)                        | 0     | 0       | 1     | 1      |
| 18=      | Švýcarsko (SUI)                      | 0     | 0       | 1     | 1      |
| Celkem   | Celkem                               | 42    | 42      | 43    | 127    |